# ماريا دان
ماريا دان (بالإنجليزية: Maria Dunn)‏ هي مصارعة الهواة أمريكية، ولدت في 6 مارس 1986 في Tamuning, Guam ‏ في الولايات المتحدة.

## وصلات خارجية
- ماريا دان على موقع قاعدة بيانات المصارعة الدولية (الإنجليزية)
- ماريا دان على موقع أوليمبيديا (الإنجليزية)